# یاروداغ
یاروداغ (به لاتین: Yarudağ) یک کوه در جمهوری آذربایجان است که در شهرستان قوسار واقع شده‌است. یاروداغ ۴٬۱۱۶ متر بالاتر از سطح دریا واقع شده‌است.